# Estadi de Viborg
L'Energi Viborg Arena (originalment Viborg Stadion) és un estadi de futbol situat a Viborg, Dinamarca. És la seu del Viborg FF i té una capacitat de 9.566 espectadors. L'estadi forma part del Viborg Stadion Center i és propietat del municipi de Viborg.
Aquest estadi és l'estadi local de la divisió femenina internacional danesa. Des de l'octubre de 2011, es coneix com a Energi Viborg Arena a causa d'un acord de patrocini, que dona els drets de denominació a Energi Viborg, un grup energètic regional. Va ser una de les quatre seus del Campionat d'Europa sub-21 de la UEFA de 2011, i en va acollir tres partits del grup B i una semifinal.
L'antic estadi de 1931 va ser enderrocat l'any 2001 per donar lloc a un nou estadi amb 9.566 seients. El nou estadi es va construir amb seients coberts i calefacció al camp. Les ampliacions al voltant del nou estadi es van acabar l'any 2007 i es van afegir localitats de peu addicionals tant per als aficionats de l'equip local com per als visitants. L'any 2008 es van afegir dues grans pantalles al nou estadi. Altres usos han inclòs l'acollida de concerts amb una capacitat de 22.000 assistents.